# Colonizarea planetei Venus

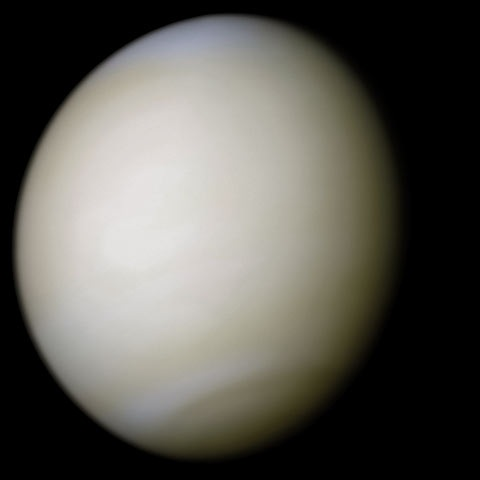
Venus în spectrul vizibil, fotografiat de Mariner 10

Colonizarea planetei Venus a fost premisa multor opere de science fiction încă dinainte de era explorației spațiale și este încă discutată atât în opere de ficțiune dar și din punct de vedere științific. Cu toate acestea, odată cu descoperirea condițiilor ostile de la suprafața planetei, atenția s-a îndreptat mai mult spre colonizarea Lunii sau a planetei Marte, iar propunerile pentru Venus au pus accentul pe ideea unor colonii stratosferice plutitoare și pe terraformare.

## Motive pentru colonizare
Colonizarea spațiului este un pas dincolo de explorarea spațiului și implică o prezență permanentă sau pe termen lung a oamenilor în medii din afara Pământului. Colonizarea spațiului este pusă pe tapet ca cea mai bună cale de asigurare a supraviețuirii umanității sau a oamenilor ca specie. Alte motive pentru colonizare includ interese economice, cercetare științifică întreprinsă de oameni la fața locului (spre deosebire de explorarea robotică a spațiului) sau simpla curiozitate. Venus este a doua cea mai mare planetă terestră din sistemul solar și cea mai apropiată planetă de Pământ, ceea ce o face o țintă potențială.

## Avantaje

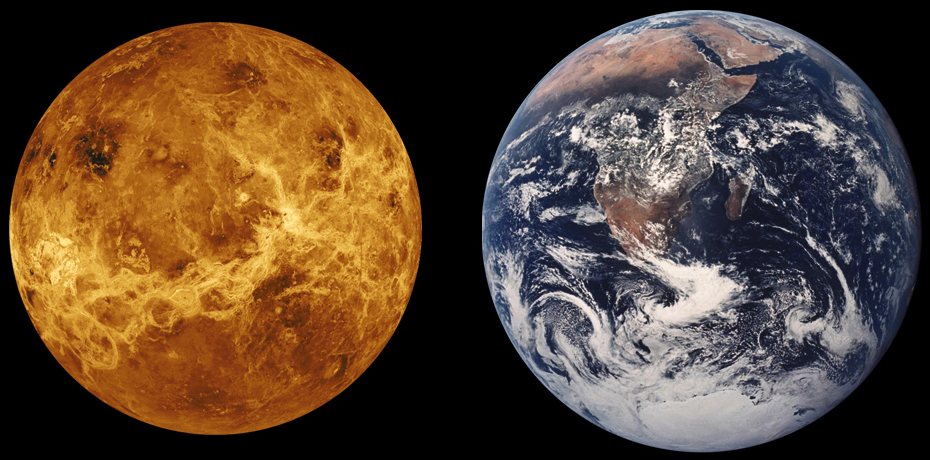
Reprezentare la scară a planetei Venus și Pământ, alăturat. Venus este doar puțin mai mică.

Venus se aseamănă cu Pământul din anumite puncte de vedere, iar în lipsa condițiilor ostile de la suprafață ar putea fi o țintă de colonizare foarte facilă. Aceste asemănări și apropierea sa au făcut ca Venus să mai fie denumită „planeta soră a Pământului”.
În prezent nu se cunoaște dacă gravitația marțiană de aproximativ 38% din nivelul Pământului este suficientă pentru a preveni decalcifierea oaselor și pierderea de tonus muscular întâmpinate de astronauți în condiții de microgravitație. Pe de altă parte, Venus este apropiat ca mărime și masă de Pământ, ceea ce rezultă într-o accelerație gravitațională la suprafață de 0,904g, care este probabil suficientă pentru a preveni problemele asociate imponderabilității. Majoritatea planurilor de explorare umană a spațiului sau de colonizare trebuie să abordeze problemele asociate expunerii pe termen lung la condiții de gravitație scăzută sau imponderabilitate pentru sistemul musculoscheletic uman.
Distanța mică relativă față de Venus ușurează opțiunile de transport și comunicații, spre deosebire de alte locații din sistemul solar. Folosind metode curente de propulsie, ferestre de lansare către Venus se produc la fiecare 584 de zile,  comparativ cu 780 de zile pentru Marte. Și timpul de zbor poate fi mai mic; sonda Venus Express a ajuns pe Venus după un zbor de 5 luni, comparativ cu 6 luni pentru sonda Mars Express. La apropierea minimă Venus se află la 40 milioane km distanță, în timp ce Marte la 55 milioane km.
Atmosfera planetei Venus este alcătuită în principal din bioxid de carbon, care curățat de acid sulfuric poate fi folosit pentru creșterea plantelor.
Azotul și oxigenul sunt gaze mai ușoare ca bioxidul de carbon și pot fi folosite pentru a umple atmosfera unor baloane mai ușoare ca aerul pentru atmosfera venusiană la o altitudine de aproximativ 50 km. La această altitudine, temperatura este la un nivel acceptabil de 75 °C (și 27 °C doar 5 km mai sus).

## Dificultăți

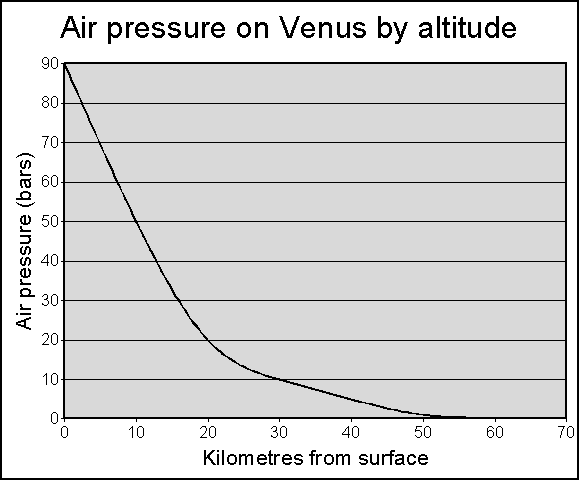
Presiunea atmosferică pe Venus, în funcție de altitudine. Presiunea de la suprafață este de 90 bari și de 1 bar la 50 km altitudine.

Venus mai prezintă dificultăți importante privind colonizarea umană. Condițiile de la suprafața sunt dificil de depășit, cu temperaturi de 450 °C la ecuator, mai mare ca temperatura de topire a plumbului. Presiunea atmosferică la suprafața este de mai mult de 90 de ori mai mare ca la suprafața terestră și este presiunea echivalentă a unei coloane de apă cu înălțimea de 1 km. Aceste condiții au făcut ca toate misiunile de la suprafață să fie de foarte scurtă durată: sondele sovietice Venera 5 și Venera 6 au fost zdrobite la altitudinea de 18 km. Sondele ulterioare: Venera 6 și Venera 7 au supraviețuit până la suprafață, dar nu transmis informații mai mult de o oră de la suprafață.
În plus, apa sub orice formă este absentă aproape în totalitate de pe Venus. Atmosfera nu conține oxigen molecular și este alcătuită în principal din bioxid de carbon. Norii vizibili sunt alcătuiți din acid sulfuric coroziv și vapori de dioxid de sulf.

## Explorare și cercetare
Peste 20 de misiuni au fost trimise cu succes pe Venus din 1962. Ultima sondă activă a fost Venus Express a Agenției Spațiale Europene și s-a aflat într-o orbită polară în jurul planetei între 2006 și 2014. O sondă japoneză, Akatsuki, a eșuat în operațiunea de orbitare a planetei Venus și va încerca din nou operațiunea în decembrie 2015. Au mai fost propuse misiuni cu cost redus pentru a explora atmosfera planetei, precum și zona de 50 km altitudine, unde presiunea și temperatura se află în parametri asemănători celor de la suprafața Pământului, zonă în prezent neexplorată.

## Habitate aerostatice și orașe plutitoare

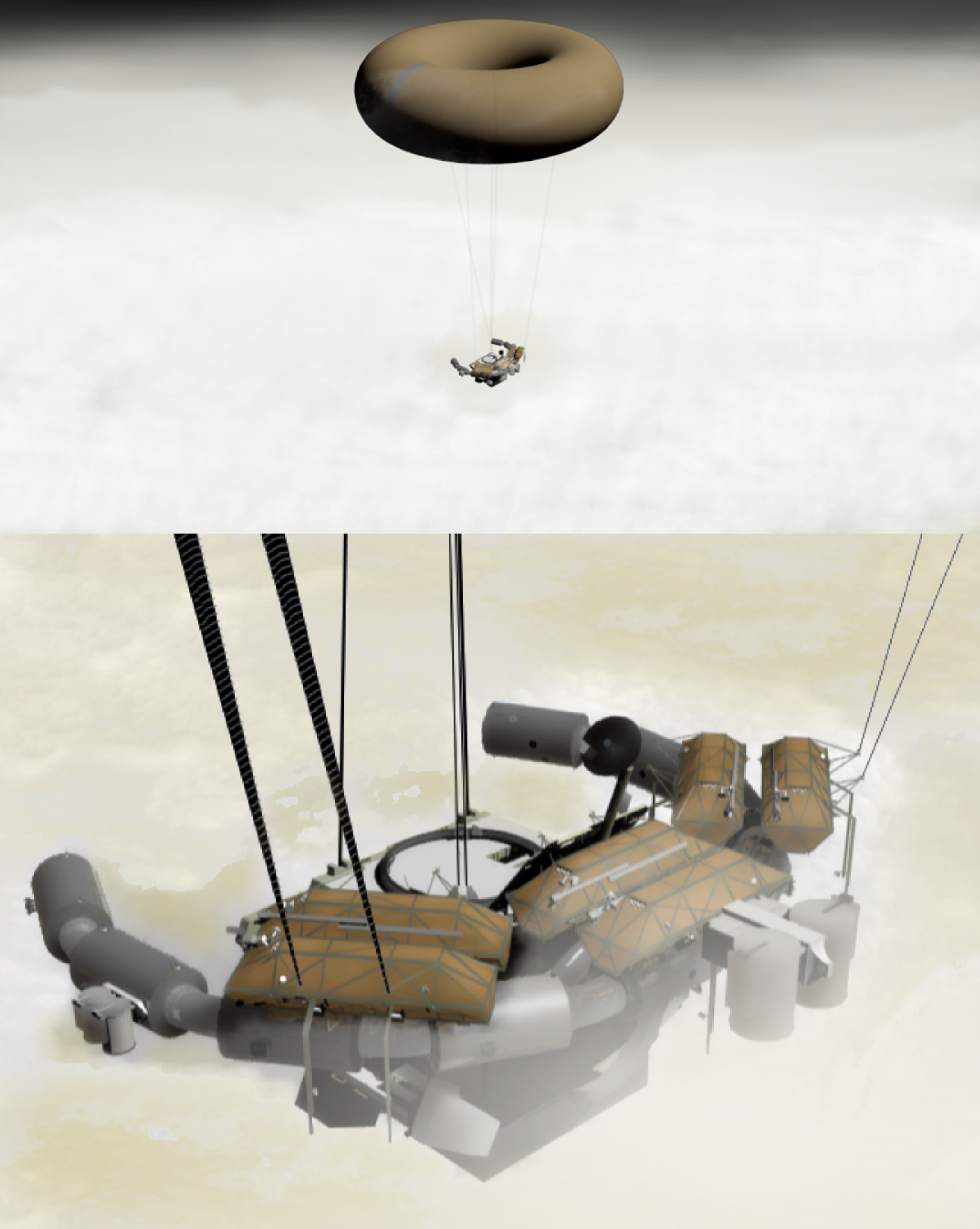
Un ipotetic avanpost plutitor care cercetează colonizarea planetei Venus de la o altitudine de 50 km, susținut de un balon toroidal plin cu hidrogen.

Unii au sugerat că ar fi posibilă colonizarea atmosferei, în loc de suprafața ostilă. Geoffrey A. Landis, membru al laboratorului NASA - Glenn Research Center - a conchis că dificultățile percepute pentru o colonizare a planetei Venus constau din preconcepția că o asemenea colonie ar trebui să fie la suprafața planetei:
„Văzută din alt punct de vedere, problema planetei Venus este că suprafața se află la o prea mare distanță față de zona cu presiune de 1 bar. La nivelul superior al norilor Venus este o planetă-paradis.”
Landis a propus construcția de habitate aerostatice, urmate de orașe plutitoare, bazate pe ideea că aerul respirabil de oameni (proporție 21:79 oxigen/azot) are aproximativ 60% din puterea de ridicare a heliului în atmosfera terestră. Practic, un balon plin cu aer respirabil s-ar putea susține singur în aer, împreună cu greutate suplimentară (cum ar fi o colonie). La o altitudine de 50 km deasupra suprafeței mediul este cel mai apropiat de cel al Pământului din întregul sistem solar: presiune de 1 bar și o temperatură între 0 și 50 °C. Atmosfera mai poate asigura protecție față de radiația cosmică, cu o masă de ecranare aproximativ egală cu cea a Pământului.
Din cauza presiunii asemănătoare între interior și exteior, orice rupturi sau găuri vor produce un amestec treptat al gazelor din atmosferele diferite și nu o decompresie explozivă ca în cazul unui habitat spațial, lunar sau marțian, ceea ce oferă timp pentru a realiza reparații. În plus, oamenii nu vor avea nevoie de costume presurizate pentru a lucra în exterior, doar aer pentru a respira și o protecție față de acid, sau în unele cazuri, protecție termică. O propunere alternativă ar fi un dom cu două regiuni, una umplută cu un gaz ușor, cum ar fi hidrogenul sau heliul (procurabil din atmosferă) pentru a permite o densitate mai mare a habitatului. Ar fi mai ușoară, prin urmare, echiparea și dezechiparea de costume necesare pentru lucrul în exterior. Ar fi mai ușor, de asemenea, lucru în exterior în costume nepresurizate.
În partea de sus a norilor, viteza vântului atinge 95 m/s (342 km/h), care înconjoară planeta odată la 4 zile terestre, fenomen numit „supra-rotație”. Colonii care ar pluti în această regiune ar avea o durată a zilei mult mai mică decât durata zilei de pe planetă dacă ar rămâne neancorate și în mișcare cu atmosfera. Mișcarea liberă în vânt ar reduce și stresul structural pentru colonie.

## Terraformare

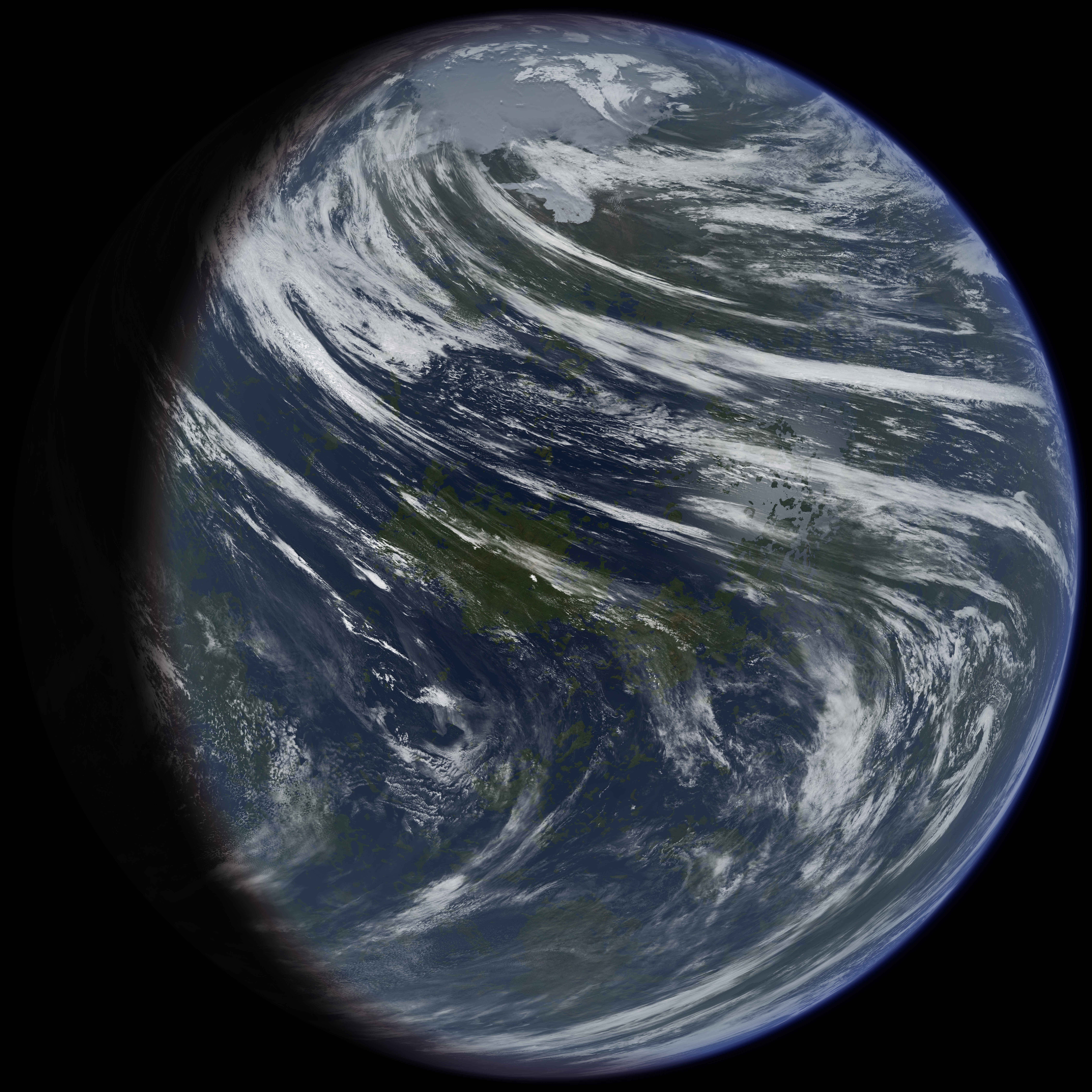
Concepție artistică a unui Venus terraformat

Venus a fost subiectul unui număr mai mare de propuneri de terraformare. Propunerile se învârt în jurul nevoii de a reduce sau de a converti atmosfera densă, de a reduce temperatura de 450 °C (770 K) a suprafeței și de a stabili un ciclu zi-noapte mai apropiat de cel al Pământului.
Multe propuneri presupun folosirea unei „umbrele solare” sau a unui sistem de oglinzi care să reducă gradul de insolație și să ilumineze partea întunecată a planetei. O altă temă comună a propunerilor constă în importul unor cantități importante de hidrogen și apă. Propunerile mai includ înghețarea bioxidului de carbon atmosferic sau convertirea acestuia în carbonați sau alte forme.